# Konvalinkový vrch (přírodní památka)
Konvalinkový vrch je bývalá samostatná přírodní památka ev. č. 183 ležící na stejnojmenném kopci v okrese Česká Lípa severozápadně od obce Staré Splavy. Západním směrem se nacházela v přímém sousedství přírodní rezervace Slunečný dvůr. Obojí je, resp. bylo v evidenci Agentury pro ochranu přírody a krajiny Ústí nad Labem a pod správou Krajského úřadu Libereckého kraje. Od května 2012 se stupeň ochrany zvýšil, celé území bylo zahnuto do národní přírodní památky Jestřebské slatiny a průvodní přírodní památka a přírodní rezervace byly zrušeny.

## Lokalita
Samotný Konvalinkový vrch s nadmořskou výškou 260 - 291 metrů geomorfologicky spadá do celku Ralská pahorkatina, podcelku Dokeská pahorkatina, okrsku Jestřebská kotlina a podokrsku Jestřebská rovina.

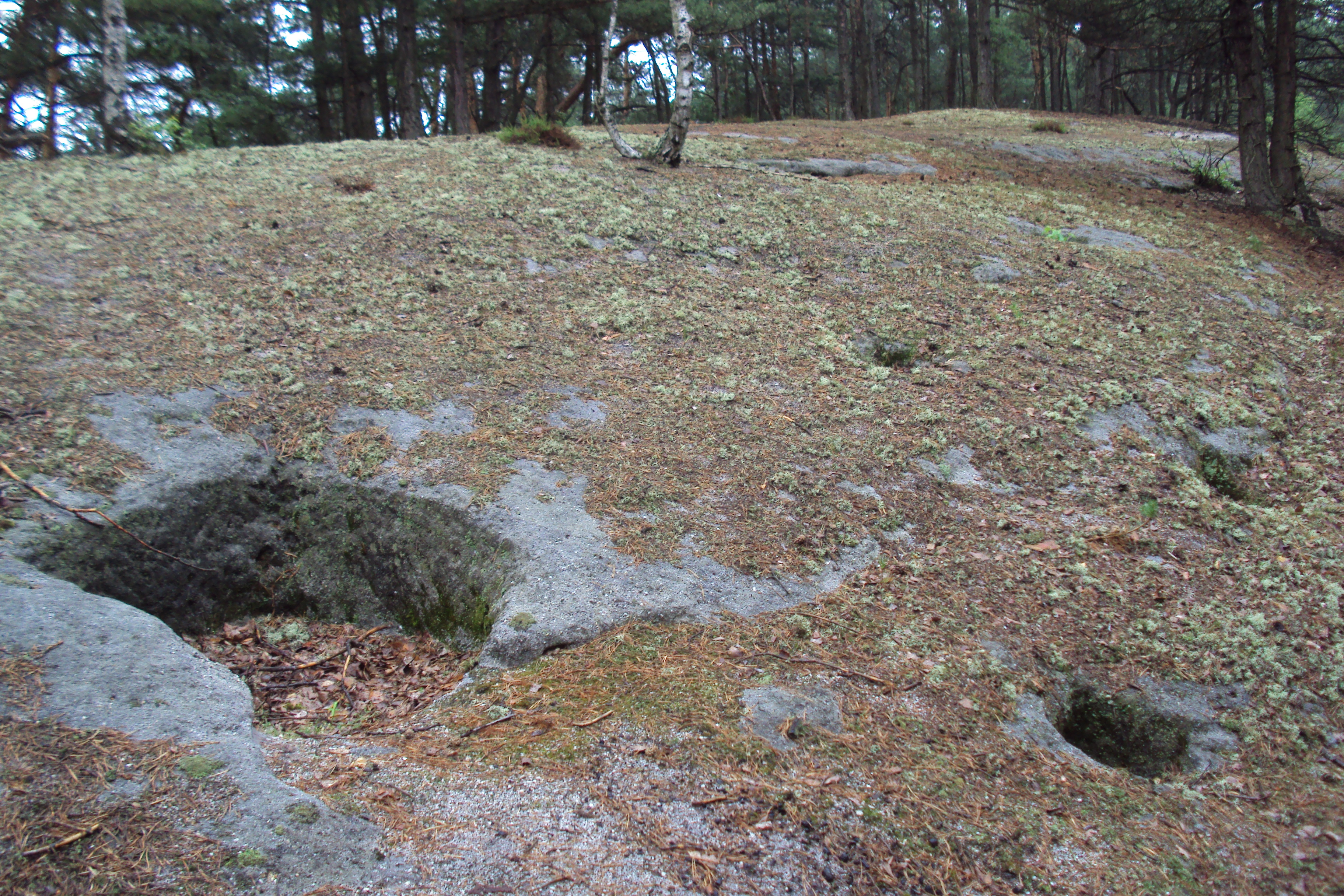
Temeno Konvalinkového vrchu s otvory po stavbě

Rozloha chráněného území vedeného nyní jako přírodní památka je nyní 3,02 ha, výška je od 260 do 291 m n. m., nad okolním terénem je 30 metrů. Roste zde borový les s výskytem borovice lesní, modřínu opadavého, smrku ztepilého a břízy bělokoré. Z květeny mimo rojovníku zde roste tučnice česká a prstnatec český. Ze zástupců fauny zde bylo zaznamenáno 20 druhů ptáků, dále zmije obecná a ještěrka živorodá. Louky v okolí jsou od roku 1990 koseny. Vrch půdorysně oválného tvaru je z třetiny na katastru 659 061 obce Jestřebí, zbytek v katastru 628 212 Doksy u Máchova jezera.
Protože na úpatí vrchu navazují chráněné louky Slunečného dvora, mají obě chráněná území společnou informační tabuli. Na vrcholu skály jsou dobře patrné vytesané otvory po stavbě hradu.

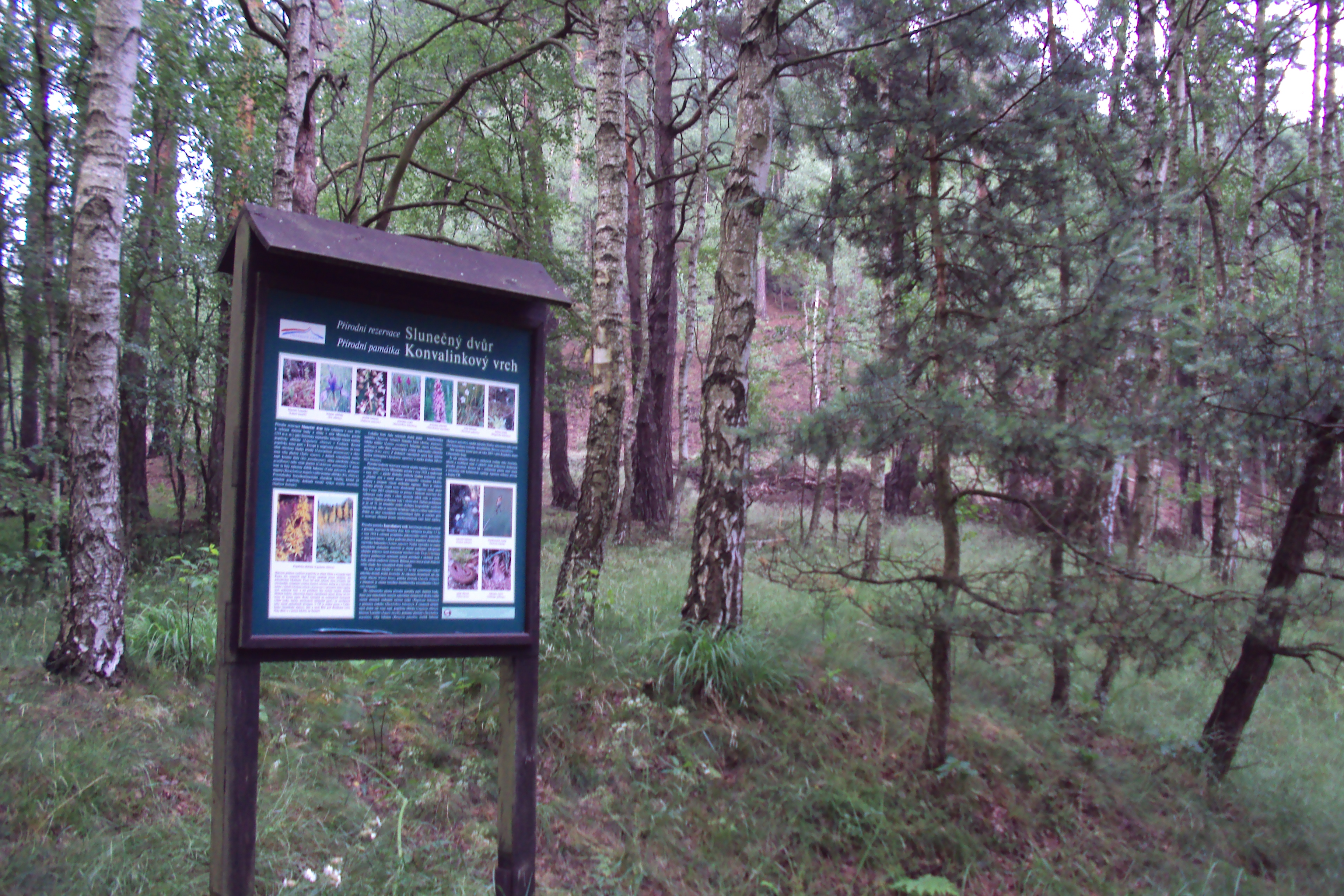
Společná tabule památky i rezervace

## Historie

### Vyhlášení
Státní přírodní rezervací byl Konvalinkový vrch vyhlášen Ministerstvem kultury dne 20. srpna 1954 pod číslem 57.407/54.
Dne 29. listopadu 1988 byla provedena novelizace seznamu chráněných území (včetně SPR Konvalinkový vrch) výnosem Ministerstva kultury č. 14.200/88. Ochrana se týkala rozlohy 1 ha na pomezí katastrálních území Doksy u Máchova jezera a Jestřebí. Důvodem ochrany byl a je ojedinělý výskyt rojovníku bahenního na pískovci.

### Zrušení
Po zřízení národní přírodní památky (NPP) Jestřebské slatiny v roce 2012 byly k 10. květnu 2012 zrušeny přírodní památky a rezervace na jejím území, protože NPP má vyšší stupeň ochrany. To se týkalo jan Konvalinkového vrchu, tak sousedního Slunečního dvora.